# Lotta greco-romana ai Giochi della XXVIII Olimpiade - 84 kg
Il torneo si è svolto il 24 e il 25 agosto.
Legenda:
- TO — Vittoria per KO
- SP — Vittoria di superiorità, 10 punti di differenza, sconfitto con punti
- ST — Vittoria di superiorità, 10 punti di differenza, sconfitto senza punti
- PP — Vittoria ai punti, sconfitto con punti tecnici
- PO — Vittoria ai punti, sconfitto senza punti tecnici
- PA — Vittoria per squalifica dell'avversario
- DQ — Vittoria per rinuncia dell'avversario
- CP — Punti di classifica
- TP — Punti tecnici

## Gironi di qualificazione

### Girone 1
| Posizione | Lottatore            | Paese       | W | L | CP | TP |
| --------- | -------------------- | ----------- | - | - | -- | -- |
| 1         | Viachaslau Makaranka | Bielorussia | 2 | 0 | 7  | 6  |
| 2         | Levon Geghamyan      | Armenia     | 1 | 1 | 4  | 11 |
| 3         | Andrea Minguzzi      | Italia      | 0 | 2 | 0  | 0  |

| Rosso                | Blu                  | CP  |    | TP   |
| -------------------- | -------------------- | --- | -- | ---- |
| Levon Geghamyan      | Viachaslau Makaranka | 0-3 | PO | 0-3  |
| Andrea Minguzzi      | Levon Geghamyan      | 0-4 | ST | 0-11 |
| Viachaslau Makaranka | Andrea Minguzzi      | 4-0 | TO | 1:33 |

### Girone 2
| Posizione | Lottatore            | Paese       | W | L | CP | TP |
| --------- | -------------------- | ----------- | - | - | -- | -- |
| 1         | Mohamed Abdelfatah   | Egitto      | 2 | 0 | 6  | 7  |
| 2         | Brad Vering          | Stati Uniti | 1 | 1 | 4  | 0  |
| 3         | Mukhran Vakhtangadze | Georgia     | 0 | 2 | 0  | 0  |

| Rosso                | Blu                  | CP  |    | TP  |
| -------------------- | -------------------- | --- | -- | --- |
| Mohamed Abdelfatah   | Mukhran Vakhtangadze | 3-0 | PO | 3-0 |
| Brad Vering          | Mohamed Abdelfatah   | 0-3 | PO | 0-4 |
| Mukhran Vakhtangadze | Brad Vering          | 0-4 | PA |     |

### Girone 3
| Posizione | Lottatore         | Paese    | W | L | CP | TP |
| --------- | ----------------- | -------- | - | - | -- | -- |
| 1         | Dimitrios Avramis | Svizzera | 2 | 0 | 6  | 8  |
| 2         | Behrouz Jamshidi  | Iran     | 1 | 1 | 4  | 4  |
| 3         | Fritz Aanes       | Norvegia | 0 | 2 | 1  | 1  |

| Rosso             | Blu               | CP  |    | TP  |
| ----------------- | ----------------- | --- | -- | --- |
| Dimitrios Avramis | Fritz Aanes       | 3-1 | PP | 5-1 |
| Behrouz Jamshidi  | Dimitrios Avramis | 1-3 | PP | 1-3 |
| Fritz Aanes       | Behrouz Jamshidi  | 0-3 | PO | 0-3 |

### Girone 4
| Posizione | Lottatore            | Paese   | W | L | CP | TP |
| --------- | -------------------- | ------- | - | - | -- | -- |
| 1         | Aleksej Mišin        | Russia  | 2 | 0 | 6  | 6  |
| 2         | Gotsha Tsitsiashvily | Israele | 1 | 1 | 3  | 3  |
| 3         | Mélonin Noumonvi     | Francia | 0 | 2 | 1  | 1  |

| Rosso                | Blu                  | CP  |    | TP  |
| -------------------- | -------------------- | --- | -- | --- |
| Gotsha Tsitsiashvily | Mélonin Noumonvi     | 3-1 | PP | 3-1 |
| Aleksej Mišin        | Gotsha Tsitsiashvily | 3-0 | PO | 3-0 |
| Mélonin Noumonvi     | Aleksej Mišin        | 0-3 | PO | 0-3 |

### Girone 5
| Posizione | Lottatore          | Paese    | W | L | CP | TP |
| --------- | ------------------ | -------- | - | - | -- | -- |
| 1         | Hamza Yerlikaya    | Turchia  | 3 | 0 | 10 | 12 |
| 2         | Oleksandr Daragan  | Ucraina  | 2 | 1 | 8  | 6  |
| 3         | Vladislav Metodiev | Bulgaria | 1 | 2 | 3  | 5  |
| 4         | Tarvi Thomberg     | Estonia  | 0 | 3 | 0  | 0  |

| Rosso              | Blu                | CP  |    | TP   |
| ------------------ | ------------------ | --- | -- | ---- |
| Hamza Yerlikaya    | Oleksandr Daragan  | 3-1 | PP | 4-1  |
| Vladislav Metodiev | Tarvi Thomberg     | 3-0 | PO | 3-0  |
| Hamza Yerlikaya    | Vladislav Metodiev | 4-0 | TO | 2:52 |
| Oleksandr Daragan  | Tarvi Thomberg     | 3-0 | PO | 5-0  |
| Hamza Yerlikaya    | Tarvi Thomberg     | 3-0 | PO | 3-0  |
| Oleksandr Daragan  | Vladislav Metodiev | 4-0 | PA |      |

### Girone 6
| Posizione | Lottatore        | Paese        | W | L | CP | TP |
| --------- | ---------------- | ------------ | - | - | -- | -- |
| 1         | Ara Abrahamian   | Svezia       | 3 | 0 | 9  | 13 |
| 2         | Shingo Matsumoto | Giappone     | 2 | 1 | 6  | 10 |
| 3         | Attila Batky     | Slovacchia   | 1 | 2 | 4  | 4  |
| 4         | Janarbek Kenjeev | Kirghizistan | 0 | 3 | 3  | 4  |

| Rosso            | Blu              | CP  |    | TP  |
| ---------------- | ---------------- | --- | -- | --- |
| Attila Batky     | Janarbek Kenjeev | 3-1 | PP | 3-1 |
| Ara Abrahamian   | Shingo Matsumoto | 3-0 | PO | 5-0 |
| Attila Batky     | Ara Abrahamian   | 0-3 | PO | 0-4 |
| Janarbek Kenjeev | Shingo Matsumoto | 1-3 | PP | 1-7 |
| Attila Batky     | Shingo Matsumoto | 1-3 | PP | 1-3 |
| Janarbek Kenjeev | Ara Abrahamian   | 1-3 | PP | 2-4 |

## Tabellone a eliminazione
|  | Quarti di finale     | Quarti di finale |                           |                           | Semifinali           | Semifinali |  |  | Finale         | Finale |
|  |                      |                  |                           |                           |                      |            |  |  |                |        |
|  | 24 agosto 2004       |                  |                           |                           |                      |            |  |  |                |        |
|  |                      |                  |                           |                           |                      |            |  |  |                |        |
|  | Viachaslau Makaranka | 2                |                           |                           |                      |            |  |  |                |        |
|  | Viachaslau Makaranka | 2                | 25 agosto 2004            |                           |                      |            |  |  |                |        |
|  | Mohamed Abdelfatah   | 0                |                           |                           |                      |            |  |  |                |        |
|  | Mohamed Abdelfatah   | 0                | Viachaslau Makaranka      | 0                         |                      |            |  |  |                |        |
|  | 24 agosto 2004       |                  | Viachaslau Makaranka      | 0                         |                      |            |  |  |                |        |
|  |                      | Aleksej Mišin    | 6                         |                           |                      |            |  |  |                |        |
|  | Aleksej Mišin        | Aleksej Mišin    | 6                         | 5                         |                      |            |  |  |                |        |
|  | Aleksej Mišin        |                  | 25 agosto 2004            | 5                         |                      |            |  |  |                |        |
|  | Dimitrios Avramis    | 2                |                           |                           |                      |            |  |  |                |        |
|  | Dimitrios Avramis    | 2                | Aleksej Mišin             | 1                         |                      |            |  |  |                |        |
|  | 24 agosto 2004       |                  | Aleksej Mišin             | 1                         |                      |            |  |  |                |        |
|  |                      | Ara Abrahamian   | 1                         |                           |                      |            |  |  |                |        |
|  | Hamza Yerlikaya      | Ara Abrahamian   | 1                         |                           |                      |            |  |  |                |        |
|  | 25 agosto 2004       |                  |                           |                           |                      |            |  |  |                |        |
|  | bye                  |                  |                           |                           |                      |            |  |  |                |        |
|  | Hamza Yerlikaya      | 0                | Finale per il terzo posto | Finale per il terzo posto |                      |            |  |  |                |        |
|  | Hamza Yerlikaya      | 0                | Finale per il terzo posto | Finale per il terzo posto | 24 agosto 2004       |            |  |  |                |        |
|  |                      | Ara Abrahamian   | 3                         |                           |                      |            |  |  |                |        |
|  | Ara Abrahamian       | Ara Abrahamian   | 3                         |                           | Viachaslau Makaranka | 2          |  |  |                |        |
|  | Ara Abrahamian       |                  |                           |                           | Viachaslau Makaranka | 2          |  |  |                |        |
|  | bye                  |                  |                           | Hamza Yerlikaya           | 1                    |            |  |  |                |        |
|  | bye                  |                  |                           | Hamza Yerlikaya           | 1                    |            |  |  |                |        |
|  |                      |                  |                           |                           |                      |            |  |  | 25 agosto 2004 |        |
|  |                      |                  |                           |                           |                      |            |  |  |                |        |